# Steve Squyres
Steven W. Squyres (né en 1957) est un professeur d'astronomie à l'Université Cornell située à Ithaca, New York. Il y reçut le titre de professeur Goldwin Smith. Ses recherches portent sur la planétologie, il s'intéresse en particulier aux corps telluriques du système solaire (notamment Mars, la Lune, les satellites joviens,...). Squyres se fit connaître du grand public lors de la mission Mars Exploration Rover. L'astéroïde (10044) Squyres a été nommé en son honneur. Il est marié et père de deux enfants.
Il est le frère de Tim Squyres, nommé pour l'Oscar du meilleur montage en l'an 2000.

## Éducation, formation scientifique et distinctions
Squyres grandit dans la ville de Wenonah, dans le sud de l'État du New Jersey. Il effectua sa scolarité dans le même État, au lycée régional de Woodbury Heights.
En 1978, il obtint son Baccalauréat en sciences (spécialité géologie), puis son doctorat à Cornell en 1981 (il fut l'étudiant de Carl Sagan). Il passa cinq années au Ames Research Center de la NASA comme chercheur postdoctoral, avant de revenir à l'Université Cornell, en tant que membre de la faculté.
En 1987, il reçut le prix Harold Clayton Urey (décerné tous les ans par la division de planétologie de l'Union américaine d'astronomie). En 2004, on lui attribue le Carl Sagan Memorial Award (une distinction attribuée pour des avancées dans l'exploration du cosmos). L'année suivante, on lui remis le prix World Technology dans le domaine des sciences de l'espace (distinction remise en collaboration avec le magazine Time). En 2007, le Franklin Institute lui décerna la prestigieuse médaille éponyme (mention Sciences de la Terre et de l'Environnement),. La même année, il reçoit un des prix Sir Arthur Clark, ainsi que le prix Von Braun de la National Space Society

## Carrière à la NASA

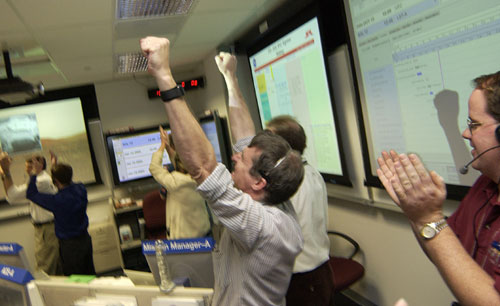
La joie de Steve Squyres, après de la réception des premières données du robot Spirit.

Squyres a participé à de nombreuses missions d'explorations planétaires de la NASA. De 1978 à 1981, il fut associé au programme Voyager chargé d'étudier Jupiter et Saturne. Il analysa alors les images reçues par la sonde. Par la suite, il fut chargé de mettre au point le radar équipant la sonde Magellan envoyée vers Vénus. Il fut aussi impliqué dans la mission NEAR Shoemaker.
Il fut co-investigateur sur de nombreuses missions martiennes : en 1999, pour l'instrument Mars Descent Imager de la sonde Mars Polar Lander, en 1992 et 2001 pour les spectromètres à rayons gamma des sondes Mars Observer et Mars Odyssey. Il fut aussi chargé de la conception des caméras équipant les orbiteurs Mars Express (HRSC en 2003) et Mars Reconnaissance Orbiter (HiRISE en 2005).

### MissionMars Exploration Rovers
Le grand public découvre Steve Squyres en janvier 2004, lorsque les robots Spirit et Opportunity se posent sur Mars. Le 9 janvier, la chaîne d'informations américaine ABC News le désigne comme "personnalité de la semaine". Le magazine Wired lui remit un prix en 2005 (le Wired Rave Award, mention sciences) pour avoir participé à l'élaboration (et à la longévité exceptionnelle) des deux robots de la mission MER.
La même année, il écrivit un livre relatant l'exploration des robots martiens : Roving Mars : Spirit, Opportunity, and the Exploration of the Red Planet. Il promut son ouvrage lors de l'émission du 7 juin 2006 du Colbert Report. Les studios Disney adaptèrent le livre de Steve Squyres dans un film documentaire appelé Roving Mars (tourné au format IMAX). Squyres y interprète son propre rôle.
Il fut aussi l'invité du magazine d'information américain 60 Minutes, pour évoquer le retour de l'Homme sur la Lune et les futurs vols habités vers Mars.

### MissionMars Science Laboratory
Steve Squyres a précisé lors d'une interview qu'il ne serait pas le principal responsable scientifique chargé de la prochaine grande mission sur le sol martien. En effet, une mission comme Mars Science Laboratory (dont le lancement est prévu en 2011) impliquera probablement des horaires décalés, peu compatibles avec la vie de famille que Squyres souhaite mener. À titre d'exemple, lorsque ce dernier fut responsable de la mission Mars Exploration Rover, les scientifiques ont suivi le calendrier et les heures martiennes pendant 90 jours.

### Étude décennale nationale sur les sciences planétaires
Steve Squyres est actuellement chargé de mener une étude de prospective (commandée par la NASA), pour le compte du NRC (un organisme gouvernemental de recherche scientifique). Ce programme doit fixer les priorités de la NASA en matière d'exploration planétaire et spatiale pour les dix ans à venir,,.